# Đằng (nước)
Nước Đằng (chữ Hán: 滕國; bính âm: Ténggúo, từ năm 1046 TCN – 414 TCN) là một nước chư hầu cổ đại của nhà Chu trong lịch sử Trung Quốc, theo 《Hán Thư. Địa Lý Chí》 chép tổng cộng truyền được 31 đời vua.